# Zagrebačka nogometna zona 1965./66.
Zagrebačka nogometna zona  je bila jedna od zona Prvenstva Hrvatske, te liga trećeg stupnja nogometnog prvenstva Jugoslavije u sezoni 1965./66. 
 
Sudjelovalo je 14 klubova, a prvak je bio "Metalac" iz Zagreba. 

## Ljestvica
| mj. | klub                | ut. | pob. | ner. | por. | gol+ | gol- | bod |
| --- | ------------------- | --- | ---- | ---- | ---- | ---- | ---- | --- |
| 1.  | Metalac Zagreb      | 26  | 17   | 5    | 4    | 66   | 20   | 39  |
| 2.  | Sljeme Sesvete      | 26  | 14   | 6    | 6    | 57   | 35   | 34  |
| 3.  | MTČ Čakovec         | 26  | 14   | 6    | 6    | 56   | 34   | 34  |
| 4.  | Karlovac            | 26  | 13   | 5    | 8    | 62   | 33   | 31  |
| 5.  | Jedinstvo Zagreb    | 26  | 12   | 5    | 9    | 52   | 46   | 29  |
| 6.  | Borac Zagreb        | 26  | 12   | 4    | 10   | 50   | 46   | 28  |
| 7.  | Radnik Petrinja     | 26  | 12   | 4    | 10   | 40   | 42   | 28  |
| 8.  | Jedinstvo Ogulin    | 26  | 10   | 4    | 12   | 38   | 60   | 24  |
| 9.  | Rudeš Zagreb        | 26  | 8    | 7    | 11   | 37   | 39   | 23  |
| 10. | Metalac Sisak       | 26  | 7    | 8    | 11   | 31   | 46   | 22  |
| 11. | Slaven Koprivnica   | 26  | 9    | 3    | 14   | 41   | 46   | 21  |
| 12. | Elektrostroj Zagreb | 26  | 8    | 5    | 13   | 43   | 49   | 21  |
| 13. | Šparta Zagreb       | 26  | 6    | 4    | 16   | 36   | 59   | 16  |
| 14. | Sloboda Varaždin    | 26  | 5    | 4    | 17   | 32   | 73   | 14  |

## Rezultatska križaljka
| kratica | klub                | BOR | ELS | JEDO | JEDZ | KAR | METS | METZ | MTČ | RAD | RUD | SLA | SLO | SLJE | ŠPA |
| --- | ------------------- | --- | --- | ---- | ---- | --- | ---- | ---- | --- | --- | --- | --- | --- | ---- | --- |
| BOR | Borac Zagreb        |     |     |      |      |     |      |      |     |     |     |     |     |      |     |
| ELS | Elektrostroj Zagreb |     |     |      |      |     |      |      |     |     |     |     |     |      |     |
| JEDO | Jedinstvo Ogulin    |     |     |      |      |     |      |      |     |     |     |     |     |      |     |
| JEDZ | Jedinstvo Zagreb    |     |     |      |      |     |      |      |     |     |     |     |     |      |     |
| KAR | Karlovac            |     |     |      |      |     |      |      |     |     |     |     |     |      |     |
| METS | Metalac Sisak       |     |     |      |      |     |      |      |     |     |     |     |     |      |     |
| METZ | Metalac Zagreb      |     |     |      |      |     |      |      |     |     |     |     |     |      |     |
| MTČ | MTČ Čakovec         |     |     |      |      |     |      |      |     |     |     |     |     |      |     |
| RAD | Radnik Petrinja     |     |     |      |      |     |      |      |     |     |     |     |     |      |     |
| RUD | Rudeš Zagreb        |     |     |      |      |     |      |      |     |     |     |     |     |      |     |
| SLA | Slaven Koprivnica   |     |     |      |      |     |      |      |     |     |     |     |     |      |     |
| SLO | Sloboda Varaždin    |     |     |      |      |     |      |      |     |     |     |     |     |      |     |
| SLJE | Sljeme Sesvete      |     |     |      |      |     |      |      |     |     |     |     |     |      |     |
| ŠPA | Šparta Zagreb       |     |     |      |      |     |      |      |     |     |     |     |     |      |     |
| |                     |     |     |      |      |     |      |      |     |     |     |     |     |      |     |
| podebljan rezltat - utakmice od 1. do 13. kola (1. utakmica između klubova) rezultat normalne debljine - utakmice od 14. do 26. kola (2. utakmica između klubova) rezultat nakošen - nije vidljiv redoslijed odigravanja međusobnih utakmica iz dostupnih izvora rezultat smanjen * - iz dostupnih izvora nije uočljiv domaćin susreta prekrižen rezultat - poništena ili brisana utakmica p - utakmica prekinuta 3:0 p.f. / 0:3 p.f. - rezultat 3:0 bez borbe |                     |     |     |      |      |     |      |      |     |     |     |     |     |      |     |

 Izvori: